# Nationale weg 480 (Japan)
Autoweg 480 (国道480号, Kokudō yonhyakuhachi-jū-gō) is een Japanse nationale autoweg die  Izumiōtsu (prefectuur Osaka) verbindt met de stad Arida (prefectuur Wakayama). De autoweg werd in 1993 in gebruik genomen.

## Overzicht
- Lengte:143 km
- Beginpunt: Izumiōtsu (Autoweg 480 start aan het knooppunt met Autoweg 26)
- Eindpunt: Arida (Autoweg 480 eindigt aan het knooppunt met Autoweg 42)

## Gemeenten waar de autoweg passeert
- Prefectuur Osaka
  -  Izumiōtsu - Izumi
- Prefectuur Wakayama
  - Katsuragi (district Ito) – Kinokawa - Katsuragi - Koya - Katsuragi - Aridagawa (district Arida) - Arida

## Aansluitingen
- Autoweg 26: in  Izumiōtsu
- Autoweg 170 (ring rond Osaka): in Izumi
- Autoweg 24: in Kinokawa
- Autoweg 370: in Katsuragi (district Ito)
- Autoweg 371: in Koya en Katsuragi (district Ito)
- Autoweg 424: in Aridagawa (district Arida)
- Autoweg 42: in Arida